# Djavan
Djavan, nom amb què es coneix Djavan Caetano Viana (Maceió, Alagoas, 27 de gener de 1949) és un cantant, compositor, guitarrista, arranjador, productor musical, empresari i exfutbolista brasiler. És un referent de la música popular brasilera (MPB).
Djavan barreja innombrables estils, com el jazz, el blues, la samba i la música flamenca, amb una gran influència de la música regional del nord-est del Brasil. Entre les seves cançons més conegudes, destaquen les següents: "Sina", "Flor de Lis", "Lilás", "Pétala", "Se", "Nem um dia", "Serrado", "Eu Te Devoro", "Oceano", "Açaí", "Samurai" e "Meu bem querer". Les composicions de Djavan han estat gravades per nombrosos músics, com Al Jarreau, Carmen McRae, Ketama i The Manhattan Transfer.

## Biografia
Djavan és fill d'una mare negra anomenada Virginia i d'un pare blanc que treballava com a venedor ambulant i que va morir quan tenia tres anys. La seva mare, del Nord-est, era bugadera i cantava cançons d'Angela Maria, Dalva de Oliveira, Orlando Silva, Nelson Gonçalves i Luiz Gonzaga. Djavan té dos germans més, i la seva mare melòmana va compondre una cançó per cadascun dels seus fills quan aquests van néixer.
Va faltar poc perquè Djavan no es convertís en jugador de futbol. Entre els 11 i els 12 anys, repartia el seu temps i passió entre jugar a pilota a les planes inundables de Maceió i els equips de so quadrafònic del Dr. Ismar Gatto, pare d'un amic de l'escola. Des de la seva primera passió, va sorgir com a migcampista a l'equip juvenil del CSA de Maceió, on fins i tot podria haver fet una carrera professional.
La seva mare, que va adonar-se que tenia vocació per la música quan Djavan era petit, i Gatto, que tenia una discoteca, van fer que finalment es decantés per la música. Va aprendre a tocar la guitarra de manera autodidacta quan tenia 16 anys, i dos més tard va començar a actuar en clubs i altres indrets amb el grup Luz, Som, Dimensão (LSD), on cantava i interpretava cançons de The Beatles.

## Carrera professional
El 1973, Djavan es va traslladar a Rio de Janeiro per provar sort en el negoci de la música. Va treballar com a crooner en discoteques famoses com Number One i 706. Amb l'ajuda d'Edson Mauro, presentador de ràdio i paisà seu, va conèixer João Araújo, president de Som Livre i pare de Cazuza, que el va portar a TV Globo. Va començar a cantar bandes sonores de telenovel·les, per a les quals va enregistrar cançons de reconeguts compositors com "Alegre Menina" (Dori Caymmi, amb lletra de Jorge Amado), de la telenovel·la Gabriela, "Qual é" (Marcos Valle i Paulo Sérgio Valle), de la telenovel·la Os Ossos do Barão, i "Calmaria e Vendaval" (Toquinho i Vinícius de Moraes).
El seu primer àlbum, A Voz, o Violão e a Arte de Djavan, va ser gravat l'any 1976 i va incloure l'èxit "Flor de Lis". Va ser produït per Aloysio de Oliveira i arranjat per Edson Frederico. Poc després d'haver publicat un disc amb Som Livre el 1997, Djavan va signar un contracte amb EMI/Odeon i va gravar-hi el seu LP homònim, produït per Mariozinho Rocha i Eduardo Souto Neto. Algunes de les seves cançons van ser gravades també per altres artistes, com és el cas del tema "Alibi", versionat per Maria Bethânia, o "Dupla traição", per Nana Caymmi.
Va signar amb la discogràfica estatunidenca CBS Records l'any 1982, amb la qual va gravar l'àlbum Luz; el disc estava produït per Ronnie Foster i va comptar amb Stevie Wonder com a convidat, i va suposar el seu debut al mercat internacional. A través de Luanda, l'editorial de Djavan, Quincy Jones va adquirir els drets d'edició de molts dels temes del músic brasiler.

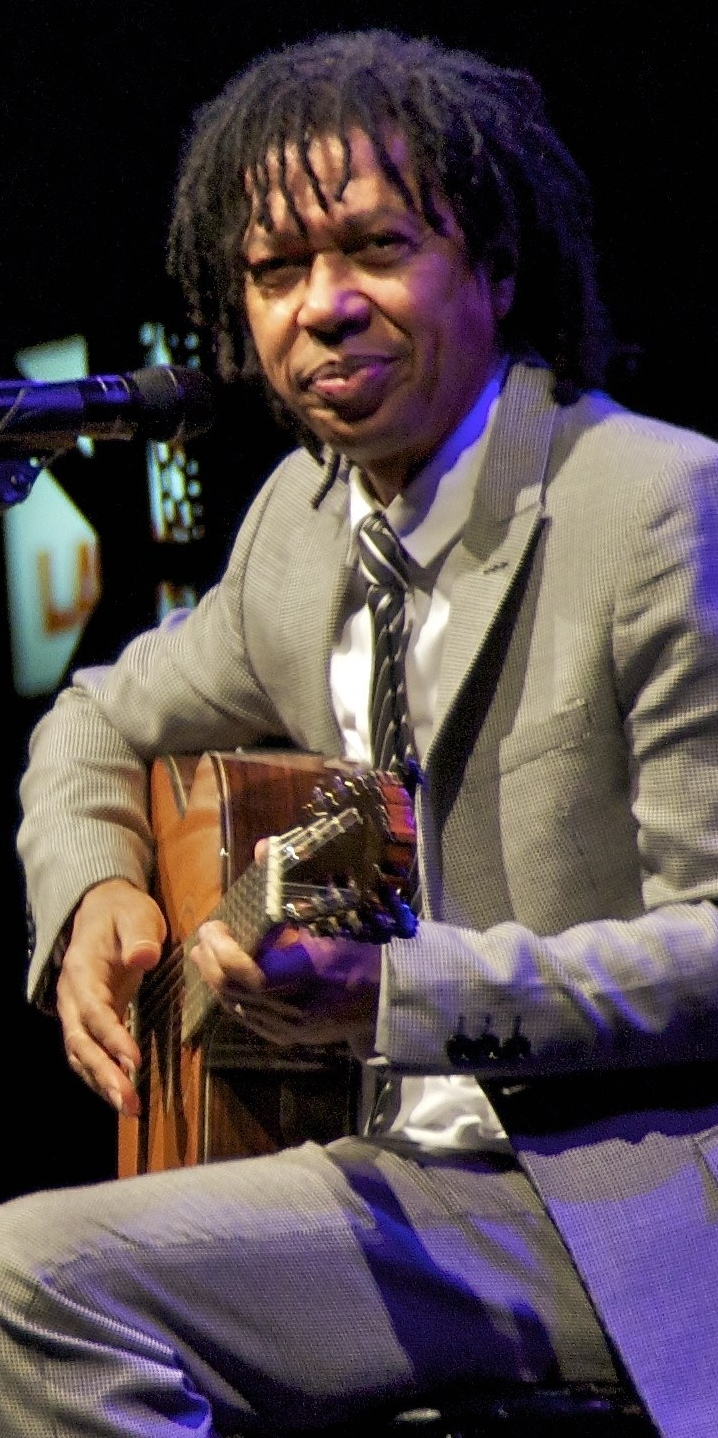
2011

Els anys 1981 i 1982 va ser nomenat per l'Associació Paulista de Crítics d'Art com a millor compositor, els anys 1981 i 1982, moment en el qual la venda dels seus discos va arribar a les 350.000 còpies i va començar a actuar en estadis i espais més grans. Va participar en la pel·lícula musical de 1983 Para Viver um Grande Amor, dirigida per Miguel Faria Jr., en la qual va actuar i compondre la banda sonora de la pel·lícula.
L'any 1989 va rebre una nominació al millor cantant de l'any per la Revista de Domingo del Jornal do Brasil, que també va considerar la seva cançó "Oceano" com la millor de l'any. També va rebre el Trofeu Ràdio Globo, com a millor cantant masculí, i posteriorment va iniciar una gira europea molt exitosa.
El 1999, va gravar l'àlbum Ao Vivo en dos volums, les vendes del qual van arribar a 1,2 milions de còpies. Amb Ao Vivo va aconseguir el seu primer disc de diamant, i també va rebre tres premis Multishow, en les categories de Millor CD, Millor espectacle i Millor cantant; l'any 2000 el seu tema "Acelerou" va obtenir un premi Grammy Llatí a la millor cançó brasilera.
El 2005 va fer una gira per Àfrica i Europa i va estar nominat als Grammy Llatins pel seu àlbum Vaidade, que havia gravat l'any anterior sota el seu propi segell discogràfic, Luanda Records.
El 2011 va guanyar el Grammy Llatí al millor àlbum de MPB, per Ária. L'any 2013, va optar al Premi de la Música Brasilera com a millor cantant d'MPB per l'àlbum Rua dos amores, i el seu tema "Vive" va ser candidat al guardó com a millor cançó. "Bangalô", inclosa en el mateix disc, va estar nominada als premis Grammy Llatins com a millor cançó brasilera. Dos anys més tard va rebre el Grammy Llatí a l'excel·lència musical. El 2016 va ser nominat als premis Grammy llatins a les categories de Disc de l'any, Àlbum de l'any, Millor cançó en portuguès i Millor àlbum de cantautor per Vidas pra contar, gràcies al qual també va estar nominat als Premis de la Música Brasilera com a millor cantant MPB.
El seu àlbum Vesúvio va ser classificat com el 35è millor àlbum brasiler del 2018 per l'edició brasilera de la revista Rolling Stone. Es tracta del seu disc més polític.
El 2022, l'artista va assolir una nova fita, ja que a les plataformes digitals les seves composicions van arribar als mil milions de visualitzacions i escoltes. Encapçalava la llista la cançó "Se...", amb 135 milions de reproduccions, seguides per "Oceano", amb 96 milions, i "Sina", amb 44 milions. L'agost d'aquell any va publicar el seu 25è àlbum, D, produït i arranjat per Djavan i que comptava amb la participació d'artistes com Zeca Pagodinho i Milton Nascimento.

## Vida personal
El cantant es va casar l'any 2000 amb Rafaela Brunini, i és pare de la cantant Flávia Regina, dels músics Max i João Viana d'Inàcio i de Sofia.
El 2007, es va sotmetre a una prova d'ADN per verificar la seva ascendència. Segons els resultats, l'ascendència materna africana i paterna europea revelaven un patró de la població brasilera, nascuda de la barreja de colonitzadors portuguesos amb indis nadius i dones africanes portades com a esclaves. Les proves que examinaven la seva ascendència materna van revelar un conjunt de seqüències genètiques (haplogrup) que es troba predominantment a l'Àfrica occidental i amb pics de freqüència (17%) al Senegal, mentre que l'examen del llinatge patern va identificar un haplogrup "típicament europeu i més característic dels països del nord".

## Discografia
Àlbums d'estudi
| - 1976: A Voz, o Violão, a Música de Djavan - 1978: Djavan - 1979: Alumbramento - 1981: Seduzir - 1982: Luz - 1984: Lilás - 1986: Meu Lado - 1987: Não É Azul Mas É Mar - 1988: Bird of Paradise - 1989: Puzzle of Hearts - 1992: Coisa de Acender - 1994: Esquinas | - 1995: Novena - 1996: Malásia - 1998: Bicho Solto O XIII - 2001: Milagreiro - 2004: Vaidade - 2005: Na Pista, Etc. - 2007: Matizes - 2010: Ária - 2012: Rua dos Amores - 2015: Vidas pra Contar - 2018: Vesúvio - 2022: D | Àlbums en viu - 1999: Djavan ao Vivo (també en DVD) - 2002: Milagreiro ao Vivo (DVD) - 2011: Ária ao Vivo (també en DVD) - 2014: Rua dos Amores ao Vivo (també en DVD) |